# Odin (manzana)
Odin es una variedad cultivar de manzano (Malus domestica).
Criado en 1953 por el horticultor Dr. A.A. Schaap en IVT, Wageningen, Países Bajos. Las frutas son crujientes y jugosas con un buen sabor. Su óptimo cultivo se encuentra en zonas de rusticidad mínima de 5 a máxima de 8.

## Historia
'Odin' es una variedad de manzana, obtención en 1953 por el horticultor Dr. A.A. Schaap en el "Instituut voor de Veredeling van Tuinbouwgewassen" IVT, Wageningen (Países Bajos), cruzando Golden Delicious progenitor que actúa como Parental-Madre x 'Ingrid Marie' progenitor donante de polen, que actúa como Parental-Padre. Las plántulas del cruce dieron sus primeros frutos en 1963 y el cultivar se introdujo en la industria frutícola en 1966.
Se cultiva en la National Fruit Collection con el número de accesión: 1966-046 y Nombre de accesión : Odin.

## Características
'Odin' tiene un tiempo de floración que comienza a partir del 10 de mayo con el 10 % de floración, para el 15 de mayo tiene una floración completa (80 %), y para el 22 de mayo tiene un 90 % de caída de pétalos.
Tiene una talla de fruto mediano; forma oblonga, ligeramente acanalado; con nervaduras medio suave; epidermis con color de fondo amarillo, importancia del sobre color bajo lavado, con color del sobre color lavado de rojo, con distribución del sobre color rubor lavado/rayado roto, presentando manchas de color claro que están escasamente esparcidas sobre el lavado rojo, importancia del rojizo-"russeting" (pardeamiento áspero superficial que presentan algunas variedades) débil; pedúnculo varia de corto a largo, con un calibre de delgado a medio robusto y se encuentra en una cavidad peduncular poco profunda, con forma de embudo y con ruginoso en las paredes, y con importancia del "russeting" en la cavidad peduncular media; cáliz con ojo de tamaño mediano y de parte a completamente abierto, colocado en una cavidad calicina estrecha, profundidad media, presenta un fruncido de la piel en el interior de la cav. calicina, y con importancia del "russeting" en la cavidad calicina muy débil; carne de color crema textura crujiente y jugosa, con sabor dulce y sabroso con aroma de toques de frambuesa. Brix 11,5, acidez 8,3 g / litro.
Su tiempo de recogida de cosecha se inicia a mediados de septiembre. Se mantiene hasta dos meses en almacenamiento en atmósfera controlada. El sabor madura después de aproximadamente un mes en almacenamiento.

## Usos
Desarrollado como una manzana fresca para comer.

## Ploidismo
Diploide. Autofértil, pero los cultivos mejoran con un polinizador compatible. Grupo D Día 14.